# Biłohoriwka
Biłohoriwka (ukr. Білогорівка, ros. Белогоровка) – osiedle typu miejskiego na Ukrainie, w obwodzie ługańskim.

## Historia
Osiedle typu miejskiego od 1958 roku.
W 1989 r. liczyło 1347 mieszkańców.
W 2013 r. liczyło 945 mieszkańców.
W miejscowości urodził się ukraiński poeta Serhij Burłakow.
Podczas wojny rosyjsko-ukraińskiej w dniu 7 maja 2022 roku lotnictwo rosyjskie zbombardowało budynek szkoły. W maju 2022 r. wojska ukraińskie zapobiegły próbie przekroczenia przez wojska rosyjskie Dońca Siewierskiego w pobliżu Biłohoriwki niszcząc 50 sztuk rosyjskiego sprzętu i dwa mosty pontonowe. W lipcu 2022 r. miejscowość została zdobyta przez wojska rosyjskie. W dniu 19 września wojska ukraińskie ponownie zajęły miejscowość.

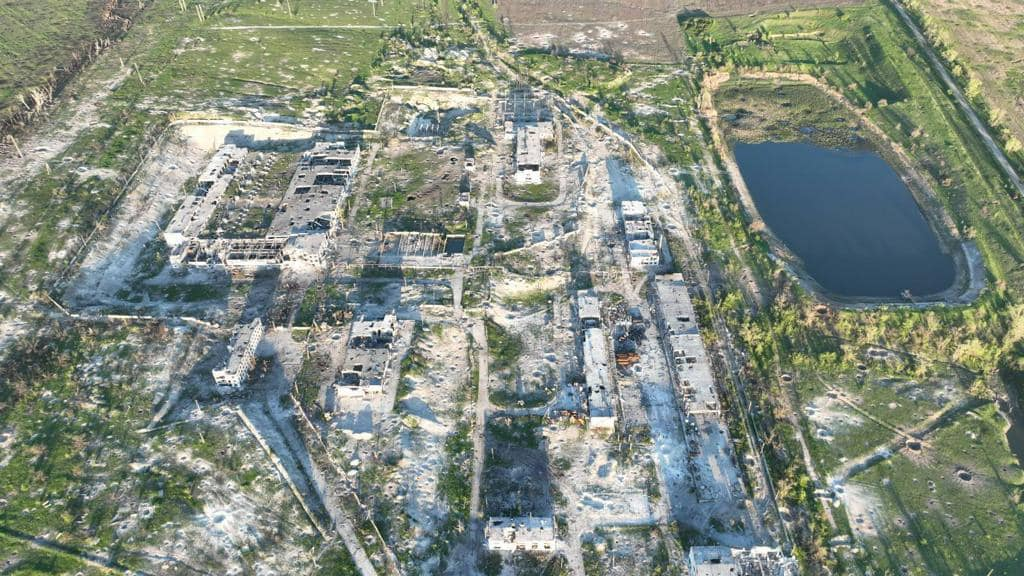
Zniszczona stacja uzdatniania wody w Biłohoriwce, maj 2023

20 maja 2024 roku ministerstwo obrony Federacji Rosyjskiej ogłosiło pełną kontrolę nad Biłohoriwką. O miejscowość i jej bezpośrednią okolicę, bronioną przez 81 Brygadę Aeromobilną, w szczególności znajdujący się na południe kamieniołom, nadal jednak toczyły się w dalszych miesiącach ciężkie walki (jak na kwiecień 2025 roku).